# Eudes de Azevedo
Eudes de Azevedo Machado, mais conhecido como Eudes (Palmeiras de Goiás (GO) , 14 de março de 1931 — São Paulo, 12 de março de 2011) foi um ex-futebolista brasileiro. Jogava na posição de atacante e se consagrou defendendo o Goiás entre 1952 e 1953. Formou-se em Direito pela Universidade Federal de Goiás. Foi, ainda, Procurador de Justiça do Estado de Goiás. Recebeu a Medalha de Mérito do Ministério Público do Estado de Goiás, em 14 de dezembro de 2010.

## Historia
A FGF convoca a seleção goiana para disputar o Campeonato Brasileiro de 1952 e seu nome apareci na lista, no mesmo ano O Jornal O Popular elege a seleção do Campeonato Citadino de 1951 com: Uberaba; Japonês e Bibiu; Turco, Didiu e Goiá; Zé Luiz, Cisquinho, Eudes, Epitácio e Vando, Surge a informação de que o Goiás pagou Cr$ 5 mil pelo passe,uma das mais caras na epoca.